# Fanellhorn
Fanellhorn – szczyt w Alpach Lepontyńskich, części Alp Zachodnich. Leży w Szwajcarii w kantonie Gryzonia, blisko granicy z Włochami. Należy do podgrupy Alpy Adula. Można go zdobyć ze schroniska Länta Hütte (2090 m) lub Hotelu Zervreila (1850 m).